# 협신초등학교

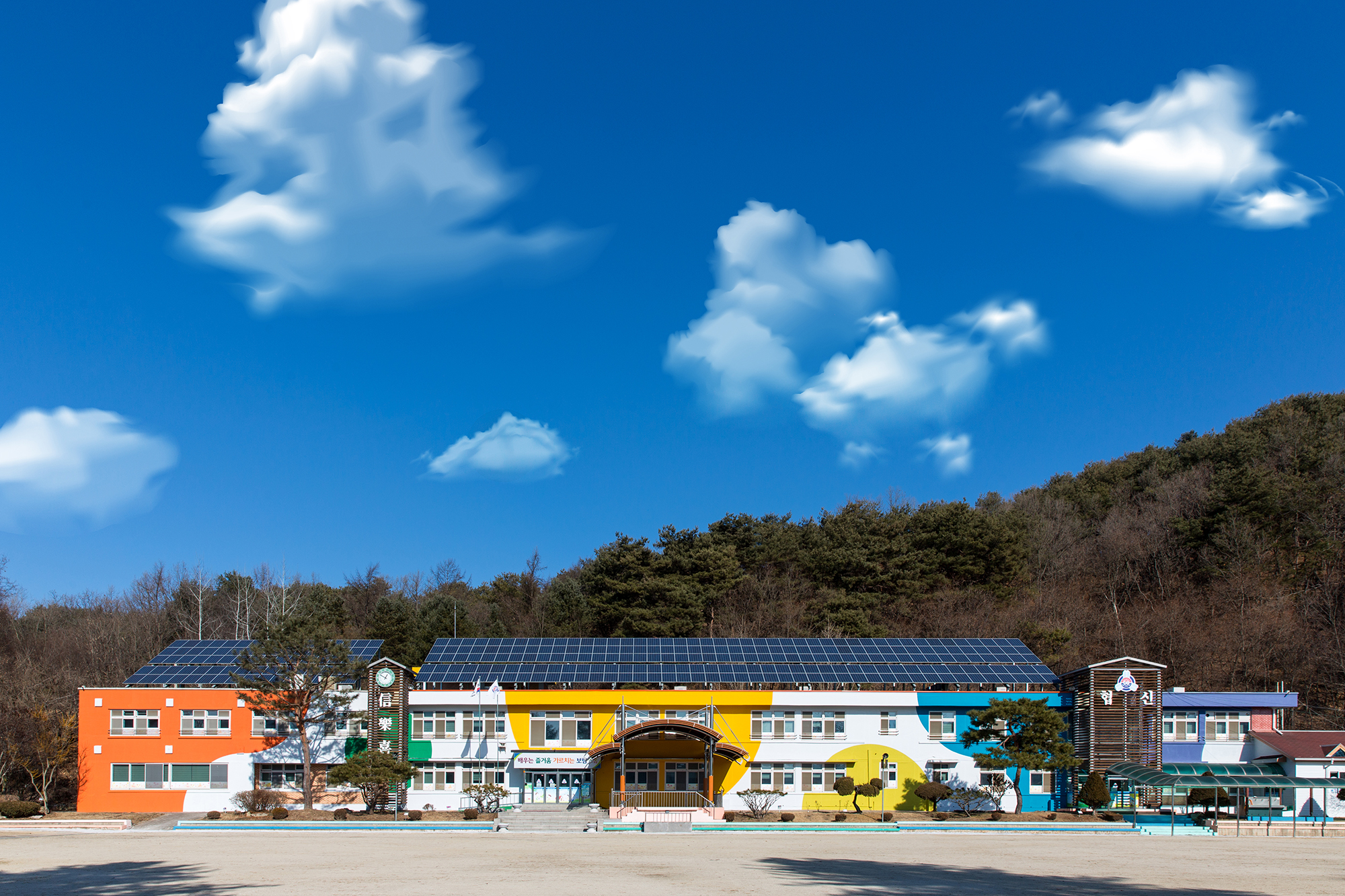
홍천군 남면 시동안로89 협신초등학교

협신초등학교는 대한민국 강원특별자치도 홍천군에 있는 공립 초등학교이다.

## 학교 연혁
- 1950년 4월 1일: 매산국민학교 신대분교장 인가
- 1954년 4월 1일: 협신국민학교 개교
- 1985년 3월 1일: 병설유치원 개원
- 1996년 3월 1일: 협신초등학교 개명

## 참고 자료
- 협신초등학교 - 한국교육학술정보원 학교알리미